# Galerie Smečky
Galerie Smečky zahájila činnost v nově rekonstruovaných prostorách v ulici Ve Smečkách 24, Praha 1, výstavou Jiřího Koláře a Ladislava Nováka v prosinci roku 2005. Tematicky se věnuje především české koláži.

## Historie
Podnětem pro vybudování galerie bylo rozhodnutí vedení společnosti Pražská plynárenská prezentovat veřejnosti postupně svoji ojedinělou sbírku české koláže a pořádat zde autorské výstavy významných osobností české poválečné moderny (Jiří Kolář, Libor Fára, Eduard Ovčáček, Vladimír Suchánek, Aleš Veselý, Jiří Kaloč, Kateřina Černá, Květa Pacovská). Galerii spravuje Nadační fond Galerie Smečky, který zároveň podporuje i jiné neziskové projekty. Již od svého založení galerie spolupracovala s nakladatelstvím Gallery (Jaroslav Kořán), specializovaným na výtvarné umění, významnými fotografy (Hana Hamplová, Jaroslav Kvíz), typografy (Miroslav Kloss, Světla Kořánová) a teoretiky umění (Jiří Machalický, Marie Klimešová, Jiří Šetlík, Jiří Valoch, Vilma Hubáčková, Naďa Řeháková).
Galerie vědomě odkazuje svým koncepčním výstavním programem na jiné významné kulturní instituce – zaniklou Galerii Vincence Kramáře (malíř František Doležal), výstavy na hradě Sovinec (Jindřich Štreit), galerii Ztichlá klika (Jan Placák), připomíná neprávem opomíjené české osobnosti s mezinárodním věhlasem (Vladimír Holub), prezentuje české ilustrátory (Karel Trinkewitz, Vladimír Jiránek, Jiří Trnka, Josef Lada, Jiří Slíva) a dává prostor i výtvarníkům mladších generací (Egerová, Singer, Skála).

## Sbírka Pražské plynárenské

### Přehled výstav
- 2005 Jiří Kolář, Ladislav Novák: Znovu spolu
- 2006 Libor Fára Držíme pozice
- 2006 Odsud někam, odněkud sem Staša Fleischmannová, Jaromír E. Brabenec, Jiří Ladocha, Karel Trinkewitz[2]
- 2006 Karel Trinkewitz
- 2007 Josef Hampl, Josef Honys Setkání šicího stroje s lokomotivou
- 2007 Eduard Ovčáček Peripetie písma & znaků
- 2007 Divadlo Járy Cimrmana a jeho šikovní
- 2007 Ivo Medek Kopaniský, Vladimír Fuka Vyskladněno / vystaveno...a zase naopak
- 2008 Joska Skalník Sny, situace, hry
- 2008 Básnivá koláž
- 2008 Kalendáře pro Jindru Štreita
- 2008 Eugen Brikcius, Viki Shock: starý / mladý
- 2008 Vladimír Jiránek
- 2009 Pavla Aubrechtová, Vladimír Gebauer – spolu, a každý jinak
- 2009 Vladimír Suchánek Ohlédnutí na léta šedesátá. Grafika / kresby / koláže
- 2009 František Doležal a Karel Valter – dva přátelé malíři
- 2009 Suchý, Šlitr - co namalovali
- 2009 Zahrada Jiřího Trnky
- 2009 Libor Krejcar Bůh je šelma kočkovitá. Kresby, koláže, asambláže, sochy
- 2010 Vlasta Kemr – jak mě neznáte. Koláže z let 1984 – 2009
- 2010 Jiří Kaloč: Informel a Socha domu
- 2010 Česká koláž ze sbírky Pražské plynárenské
- 2010 Aleš Veselý Disproporce dimenzí – fragmenty záznamů
- 2010 Květa Pacovská: Otázky prostoru / Questions of space
- 2010 Kateřina Černá Něco starého, něco nového, něco bílého, něco modrého, něco vypůjčeného
- 2010 Josef Lada
- 2011 Galina Egerová Stopy v kolážích a obrazech
- 2011 Michal Singer Circus minimus
- 2011 Světla Kořánová Z lesku salónů
- 2011 Jan Placák Z prachu antikvariátů
- 2011 Ivo Vodseďálek
- 2011 Papier kole - slovenská koláž XX. a XXI. století
- 2011 120: Vylodění Ve Smečkách Městská knihovna v Praze
- 2011/12 Česká loutka – tradice a současnost
- 2012 Vladimír Holub The Survival
- 2012 František Skála Headlands /Země hlav
- 2012 Cykly/ Jiří Kolář, Jan Koblasa, Jan Švankmajer, Libor Fára, Michal Šanda, Pavel Holeka
- 2012 Jiří Slíva
- 2013 Česká koláž Rakousko (Klosterneuburg, Velvyslanectví ČR Vídeň, České centrum Vídeň)
- 2013 Joska Skalník sny - situace - hry
- 2013 Václav Sivko Pootevřené dveře
- 2013 Václav Boštík – Dělení prostoru - výstava ke 100. výročí narození malíře 4. 9. – 6. 11. 2013
- 2013/14 Jiří Brdečka
- 2014 Pavel Matuška Usmívání
- 2014 To je Miroslav Šašek
- 2014 Tanec v ruinách. Nálezy Jiřího Koláře (24. 6. - 22. 11.)
- 2014 Karel Teige Plochy snů (10. 12. 2014 – 31. 1. 2015)
- 2015 Oldřich Hamera Vrásnění (11. 2. - 28. 3. )
- 2015 Ladislav Novák Alchymáže (15. 4. - 20. 6.)
- 2015 Josef Váchal a Praha (2. 9. - 10. 10.)
- 2015 Josef a Olga Vyleťalovi Něžnými drápky (21. 10. - 21. 11. 2015)
- 2016 Příběh Alšovy jihočeské galerie, Od gotiky po současnost (9. 12. 2015 - 27. 2. 2016)
- 2016 Pavel Holeka Básně psané papírem (9. 3. - 9. 4. 2016)
- 2016 Alén Diviš (1900–1956), 18. 5. - 30. 6. 2016[3]
- 2016 Vladimír Hanuš Zítra bude oblakem (7. 9. - 8. 10. 2016)
- 2016 Dmitrij Kadrnožka (19. 10. - 26. 11. 2016)
- 2016 Pohádka, motivy českého symbolismu a secese (15. 12. 2016 - 28. 1. 2017)
- 2017 Ateliér ilustrace a grafiky UMPRUM (7. 2. - 25. 3. 2017)
- 2017 Pavel Růt Příšerné historky (10. 4. - 20. 5. 2017)
- 2017 Surrealismus a koláž (31. 5. – 8. 7. 2017)
- 2017 Lea Fekete (6. 9. - 7. 10. 2017)
- 2017 Svatopluk Klimeš Oheň do papíru nezabalíš (18. 10. - 17. 2. 2018)
- 2017 Vladimír Renčín (7. 12. - 17. 2. 2018)
- 2018 František Kobliha: Ženy mých snů (21. 2 . - 7. 4. 2018)
- 2018 Zdeněk Preclík, Marie Preclíková: Duše (18. 4. - 26. 5. 2018)
- 2018 Jaroslav Štědra Proměny (6. 6. - 30. 6. 2018)
- 2018 Naše koláže (5.9.-13.10. 2018)
- 2018/2019 Miroslav Horníček Koláže (28.11. 2018 - 10. 2. 2019)
- 2019 Hugo Steiner-Prag Golem (20. 2. - 18. 4. 2019)
- 2019 Michal Cihlář To jsem si to polepil, (15. 5. - 29. 6. 2019)[4]
- 2019 Jiří Georg Jílovský Pražský romantik (4. 9. - 2. 11. 2019)
- 2019/2020 Zdeněk Burian Vlastní cestou (12. 11. 2019 - 15. 2. 2020)
- 2020 DOKOPYDANIE Slovenská asambláž (20. 2. - 27. 6. 2020)

### Zastoupení umělci
Pavla Aubrechtová, Josef Bartuška, Zdeněk Bouše, Eugen Brikcius, Petr Brukner, Michal Cihlář, František Doležal, Libor Fára, Jiří Frajer, Radek Fridrich, Vladimír Fuka, Vladimír Gebauer, Oldřich Hamera, Josef Hampl, Adolf Hoffmeister, Pavel Holeka, Josef Hrubý, Miroslav Huptych, Dalibor Chatrný, Vladimír Janoušek, Věra Janoušková, Emil Juliš, Čestmír Kafka, Milan Knížek, Jan Koblasa, Jiří Kolář, Běla Kolářová, Ivan Komárek, Miroslav Koryčan, Jan Kotík, Petr Král, Radoslav Kratina, Libor Krejcar, Jánuš Kubíček, Milan Langr, Ivo Medek, Miloš Noll, Ladislav Novák, Eduard Ovčáček, Jindřich Procházka, Zbyněk Sekal, Zdenek Seydl, Viki Shock, Joska Skalník, František Skořepa, Jan Steklík, Michal Šanda, Jindřich Štreit, Jindřich Štyrský, Jan Švankmajer, Toyen, Karel Trienkewitz, Karel Valter, Ivo Vodseďálek, Jaroslav Vožniak, Ivan Wernisch, Pavel Zajíček, Václav Zykmund